# Small & Frye
Small & Frye è una serie televisiva statunitense in 6 episodi trasmessi per la prima volta nel corso di una sola stagione nel 1983.
È una sitcom a sfondo fantastico incentrata sulle vicende di una coppia di investigatori privati, uno dei quali ha il potere involontario di ridursi in dimensioni.

## Trama
Nick Small e Chip Frye sono detective privati. A causa di un incidente di laboratorio, Frye si riduce a volte fisicamente ad una altezza di sei pollici, e ricresce poi tornando alla sua dimensione completa. Incapace di controllare questa "capacità", lui e Nick trovano comunque il modo di farne uso durante le loro indagini.

## Personaggi e interpreti
- Nick Small (6 episodi), interpretato da Darren McGavin.
- Chip Frye (6 episodi), interpretato da Jack Blessing.
- Bar Fly (4 episodi), interpretato da Dick Wilson.
- Vicki (3 episodi), interpretata da Victoria Carroll.
- Phoebe Small (2 episodi), interpretata da Debbie Zipp.
- Eddie, interpretato da Warren Berlinger.
- Dottor Hanratty, interpretato da Bill Daily.

## Produzione
La serie fu prodotta da Walt Disney Productions.

### Registi
Tra i registi sono accreditati:
- John Bowab in un episodio
- Charles S. Dubin in un episodio
- Edward H. Feldman in un episodio
- Mel Ferber in un episodio
- Leslie H. Martinson in un episodio
- James Sheldon in un episodio

### Sceneggiatori
Tra gli sceneggiatori sono accreditati:
- Nick Arnold in 4 episodi

## Distribuzione
La serie fu trasmessa negli Stati Uniti dal 7 marzo 1983 al 15 giugno 1983 sulla rete televisiva CBS.

## Episodi
| Stagione       | Episodi | Prima TV USA |
| -------------- | ------- | ------------ |
| Prima stagione | 6       | 1983         |